# Lobelia hilaireana
Lobelia hilaireana är en klockväxtart som först beskrevs av August Kanitz, och fick sitt nu gällande namn av Franz Elfried Wimmer. Lobelia hilaireana ingår i släktet lobelior, och familjen klockväxter. Inga underarter finns listade i Catalogue of Life.